# Euminuoides longitarsa
Euminuoides longitarsa is een hooiwagen uit de familie Minuidae.